# Summer Sonic Festival
Pour les articles homonymes, voir Summer Festival (homonymie).
Le Summer Sonic Festival (サマーソニック, Samā Sonikku) est un festival de musique organisé annuellement un week-end d'août simultanément à Chiba et à Osaka, au Japon. Le festival propose une programmation qui se produit un jour à Osaka puis le lendemain à Chiba et vice-versa. La programmation comprend souvent de grands artistes internationaux ainsi que des artistes japonais issus de grandes maisons de disques ou de maisons de disques indépendantes.
Le festival est organisé pour la première fois en 2000 au Fuji-Q Highland Resort dans la préfecture de Yamanashi. En 2001, il se déplace à Chiba, à l'est de Tokyo, et depuis 2002, il se déroule simultanément à Chiba et à Osaka. Depuis 2011, le festival est précédé par l'événement Sonic Mania, qui se tient à Chiba et dont les billets sont vendus séparément, avec une programmation centrée sur l'EDM. Les éditions 2009 et 2011 du festival se sont déroulées sur trois jours, tandis que toutes les autres éditions se déroulent sur deux jours. Un Summer Sonic festival chinois est organisé à Shanghai en 2017, mais n'est pas reconduit.

## Histoire
Le Summer Sonic Festival est fondé en 2000 au Japon par Naoki Shimizu, PDG de la société de promotion de Tokyo Creativeman Productions Ltd. Répondant à la demande croissante de musique occidentale, le festival attire des artistes établis et émergents de la plupart des genres musicaux pour devenir, en 2010, le plus grand événement musical du Japon.
L'événement de Chiba a lieu chaque année en août dans l'immense centre de convention Makuhari Messe, qui surplombe la baie de Tokyo, la scène principale étant située dans le Zozo Marine Stadium, tout proche. À Osaka, c'est le parc Maishima Sonic qui accueille l'événement. Sur tous les sites, il y a toujours une grande scène principale et plusieurs autres scènes plus petites.
En 2011, le festival crée Sonicmania, qui met l'accent sur la musique électronique (EDM). Il se tient au Makuhari Messe la veille du festival,. En 2012, Creativeman forme une coentreprise avec Live Nation Entertainment. En 2014, Live Nation achète le contrôle total du festival.
L'édition 2020 est annulée en raison de la Pandémie de Covid-19, mais une version tronquée, baptisée Supersonic, a lieu en septembre 2021 avec des restrictions en place et un typhon affectant le premier jour. Probablement en raison de la logistique nécessaire pour déplacer les gens pendant une pandémie, le programme de 2021 était principalement électronique. Une controverse éclate lorsque certains DJ internationaux sont autorisés à entrer au Japon sans avoir à se mettre en quarantaine, alors que la plupart des autres arrivants étrangers sont soumis à cette obligation,.

## Programmations
La programmation contient de nombreux musiciens de rock japonais de labels indépendants, et aussi des groupes internationaux.